# Мушинский, Антон Александрович
Антон Александрович Мушинский (22 января 1919, город Бершадь, теперь Винницкой области — ?) — украинский советский деятель, новатор производства в сахарной промышленности, слесарь-наладчик Степановского сахарного завода Винницкого района Винницкой области. Депутат Верховного Совета УССР 5-8-го созывов. Герой Социалистического Труда (26.04.1971).

## Биография
Родился в семье рабочего сахарного завода. Окончил семилетнюю школу.
В 1933—1947 годах — подручный слесаря, слесарь сахарных заводов Киевской, нынешней Черкасской и Житомирской областей.
Служил в Красной армии шофером 42-й гвардейской пушечной артиллерийской бригады, участник Великой Отечественной войны.
В 1947—1980 гг. — слесарь-наладчик Степановского сахарного завода пгт. Вороновица Немировского (затем — Винницкого) района Винницкой области. Бригадир бригады коммунистического труда, наставник молодежи. За время работы на заводе внес много ценных рационализаторских предложений внедрил в производство новейшие достижения науки и передового опыта.
Досрочно выполнил личные социалистические обязательства и плановые производственные задания Восьмой пятилетки (1965—1970). Указом Президиума Верховного Совета СССР от 26 апреля 1971 года «за выдающиеся успехи, достигнутые в выполнении заданий пятилетнего плана по развитию пищевой промышленности» удостоен звания Героя Социалистического Труда с вручением ордена Ленина и золотой медали Серп и Молот.
С 1980 года — на пенсии в пгт. Вороновица Винницкого района Винницкой области.

## Награды
- Герой Социалистического Труда (26.04.1971)
- два ордена Ленина (,26.04.1971)
- орден Отечественной войны II ст. (6.04.1985)
- ордена
- медаль «За оборону Кавказа» (20.04.1945)
- медали